# Dutch International 2014
Die Dutch International 2014 im Badminton fanden vom 17. bis zum 20. April 2014 in Wateringen statt. Es war die 15. Austragung der Titelkämpfe.

## Austragungsort
- Velohal, Noordweg 26

## Sieger und Platzierte
| Disziplin    | Gold                                | Silber                          | Bronze                                |
| ------------ | ----------------------------------- | ------------------------------- | ------------------------------------- |
| Herreneinzel | Rasmus Fladberg                     | Niluka Karunaratne              | Pablo Abián                           |
| Herreneinzel | Rasmus Fladberg                     | Niluka Karunaratne              | Bjorn Seguin                          |
| Dameneinzel  | Soraya de Visch Eijbergen           | Fabienne Deprez                 | Akvilė Stapušaitytė                   |
| Dameneinzel  | Soraya de Visch Eijbergen           | Fabienne Deprez                 | Delphine Lansac                       |
| Herrendoppel | Kasper Antonsen Mikkel Delbo Larsen | Rasmus Fladberg Emil Holst      | Bastian Kersaudy Gaëtan Mittelheisser |
| Herrendoppel | Kasper Antonsen Mikkel Delbo Larsen | Rasmus Fladberg Emil Holst      | Iikka Heino Anton Kaisti              |
| Damendoppel  | Samantha Barning Iris Tabeling      | Maiken Fruergaard Sara Thygesen | Amanda Madsen Isabella Nielsen        |
| Damendoppel  | Samantha Barning Iris Tabeling      | Maiken Fruergaard Sara Thygesen | Lisa Malaihollo Yvonne Sie            |
| Mixed        | Niclas Nøhr Sara Thygesen           | Robin Tabeling Myke Halkema     | Jorrit de Ruiter Samantha Barning     |
| Mixed        | Niclas Nøhr Sara Thygesen           | Robin Tabeling Myke Halkema     | Baptiste Carême Anne Tran             |